# デジリーマン

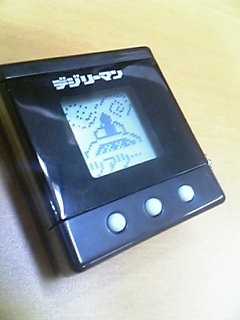
なかなか起きれないデジリーマン

デジリーマンとはコナミデジタルエンタテインメント（コナミ）が2006年11月22日より発売していた、大人向け電子玩具(電子ゲーム・e-toyとも)である。

## 概要
過去のヒット育成商品「たまごっち」に似ているが、こちらは電子器具の中で仮想キャラクターのサラリーマンである通称「ヤツ」を緩く干渉して鑑賞する玩具である。対象年齢は20歳以上という大人向けという点で珍しい玩具といえる。
基本的にデジリーマン（以下「ヤツ」）は24時間のサイクルで生活しているという設定で、内蔵時計に連動して概ね「サラリーマンらしい日常」をおくっているが、基本設定が「ダメ人間」であるため、仕事中にパチンコに行ってしまったり、漫画喫茶に行ってしまったりする。また、就寝中に金縛りにあって、そのまま出社拒否になだれこんで午後出社するなど、ブラックユーモア的な要素もある。遊び方としては、この「ダメ人間っぷり」を眺めて楽しんだり、「スケダチ」で苦境から脱出させたりや「ジョゲン」などのコマンドを入力して、行動をコントロールする。ちなみに、たまごっちでは構ってやらないと「死んでしまう」が、デジリーマンの場合では引きこもりになってしまう。
また「ヤツ」の考えていることが画面にメッセージとして現れたり、あるいはブログ（ゲーム内の仮想的なものではあるが）に書き込んだことが表示される。
大体1サイクルは2-3週間（13-18日間）程度で、この間の干渉状況にもより、大社長に出世したりなど様々なエンディングが用意されているという。後述する姉妹品の「デジOL」とは通信機能で交際させることも可能。
電子玩具としてミニゲームも用意されているが、主にプチプチつぶしなど無味乾燥で地味な内容が主で、またこの内容は本編であるデジリーマンの生活には影響しない。

### 関連商品
姉妹品として、同様に風刺の効いた内容の2機種が同時発売されている。30代前半でナンパされるのが趣味という設定の「デジOL」や20代前半で薄っぺらい歌詞に自己陶酔しながらメジャーデビュー夢見てアルバイトに明け暮れる「デジシンガー」は、相互通信することにより、名刺を交換するほか、お互いのマシンに移動したりできる。接続することで、デジリーマン・デジOL・デジシンガーのリアクションにも変化が発生する。
なおゲームのエンディングでは、デジOLが寿退社したりなど、機種ごとに違うものが用意されているという。